# Mussa Kussa
Mussa Kussa (även transkriberat till svenska som Musa Kusa, arabiska: موسى كوسا), född 1949 eller 1950, är en libysk politiker och diplomat som var Libyens utrikesminister 2009–2011.
Kussa tjänstgjorde 1980 som Libyens ambassadör i London och var underrättelsechef i Libyen mellan 1994 och 2009. I mars 2009 efterträdde han Abdel Rahman Shalgham som utrikesminister.
Storbritanniens Foreign and Commonwealth Office (motsvarande svenska utrikesdepartementet) meddelade på kvällen 30 mars 2011 att Mussa Kussa anlänt till London och att han inte längre önskade representera den libyska regeringen och avsåg att avgå, eftersom han inte stödde den libyska arméns attacker på civilbefolkningen under det pågående upproret. 
Under dagen 31 mars meddelade utrikesminister William Hague att Kussa befann sig på ett säkert ställe i landet och att han inte skulle få diplomatisk immunitet. Det var oklart om han skulle "hoppa av", det vill säga aktivt motarbeta regimen i Tripoli.
Mussa Kussa hade lämnat Tripoli med bil och anlänt i Tunis huvudstad i Tunisien 28 mars, via gränskontrollen Ras Ejder, enligt en tunisisk regeringstalesman via den tunisiska pressbyrån Tunis Afrique Presse som sade att Kussa hade anlänt dit på ett "privat besök". 30 mars lämnade han Djerba på ett Schweiz-registrerat privatplan. Han anlände till flygplatsen i Farnborough i England. Han var på ett diplomatiskt uppdrag enligt libyska källor.

## Utbildning
Mussa Kussa avlade på 1970-talet en masterexamen i sociologi från Michigan State University i USA. Han blev där erbjuden en doktorsutbildning men valde att arbeta åt regimen i hemlandet.

## Diplomat
Mussa Kussa har tidigare kallats den libyska ledaren Muammar al-Gaddafis högra hand. Han verkade som de facto ambassadör i London 1979 och som ambassadör 1980 utvisades han från Storbritannien, efter att han förespråkat avrättningar av libyska dissidenter i exil och sagt att han beundrar IRA. Till The Times journalist Michael Horsnall sade han 1980: "Revolutionskommittén bestämde igår kväll att döda ytterligare två personer i Storbritannien." "Jag samtycker till detta. De är bosatta i Storbritannien. Jag vet inte hur det kommer att ske eller om det kommer att hända snart." Brittiska MI5 och franska myndigheter misstänkte att Kussa koordinerade Libyens terrorhandlingar. Han hade en nyckelroll i förhandlingarna 2001 om Libyens kompensation till familjer som drabbats av terrordåd, när ett flygplan sprängdes 21 december 1988 över Lockerbie i Skottland och när ett flygplan (UTA Flight 772) tillhörande det franska flygbolaget Union des Transports Aériens bombades 1989.

## Utrikesminister
Mussa Kussa utsågs till utrikesminister 4 mars 2009, i en regeringsombildning där han kom att ersätta Abdel Rahman Shalgham. I april 2009 var han ordförande för det 28:e mötet för Arab Maghreb Union, som består av Algeriet, Libyen, Marocko, Mauretanien och Tunisien.[källa behövs]
Kussa utlyste eld-uppör under upproret 2011, efter FN:s säkerhetsråd 17 mars med resolution 1973 öppnat vägen för den internationella militärinsatsen. Regeringsrepresentanter i väst hade gjort klart att de var beredda att snabbt fatta beslut om militära insatser. Frankrike, Storbritannien och USA var skeptiska till Libyens utlysta eld-upphör och massmedia rapporterade samtidigt om pågående strider i städerna Benghazi och Misratah.
29 mars 2011 skrev Kussa till FN:s generalsekreterare Ban Ki Moon för att nominera Miguel d’Escoto Brockmann som ny libysk ambassadör i generalförsamlingen. Brockman, en katolsk präst, var tidigare utrikesminister i Nicaraguas socialistiska sandinist-regering samt under en period ordförande i FN:s generalförsamling. En tidigare nominerad Ali Abdussalam Treiki, också en tidigare generalförsamlingsordförande, nekades visum till USA under villkor specificerade i säkerhetsrådets resolution 1973.